# Мальчик

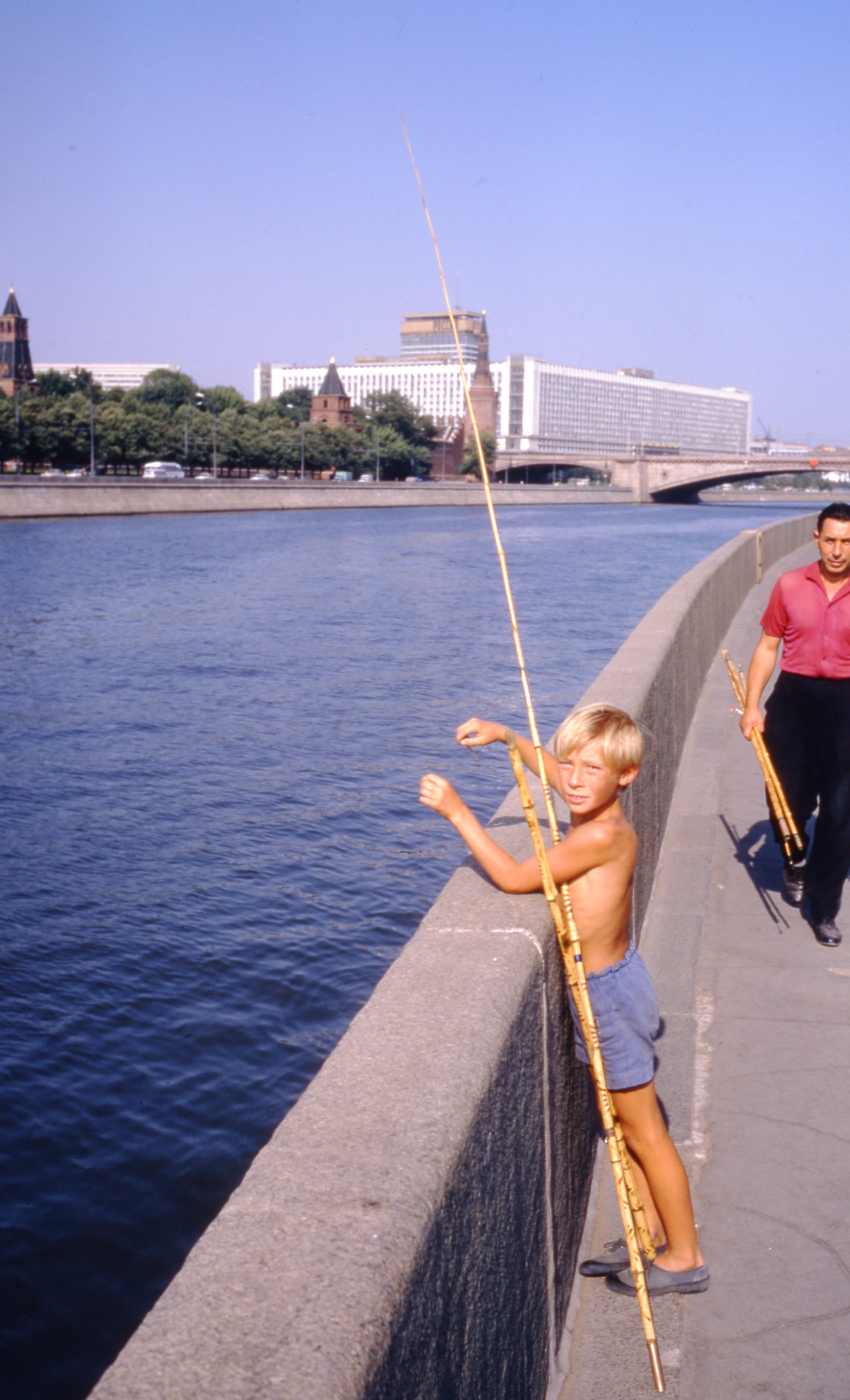
Мальчик на рыбалке, Москва, 1972

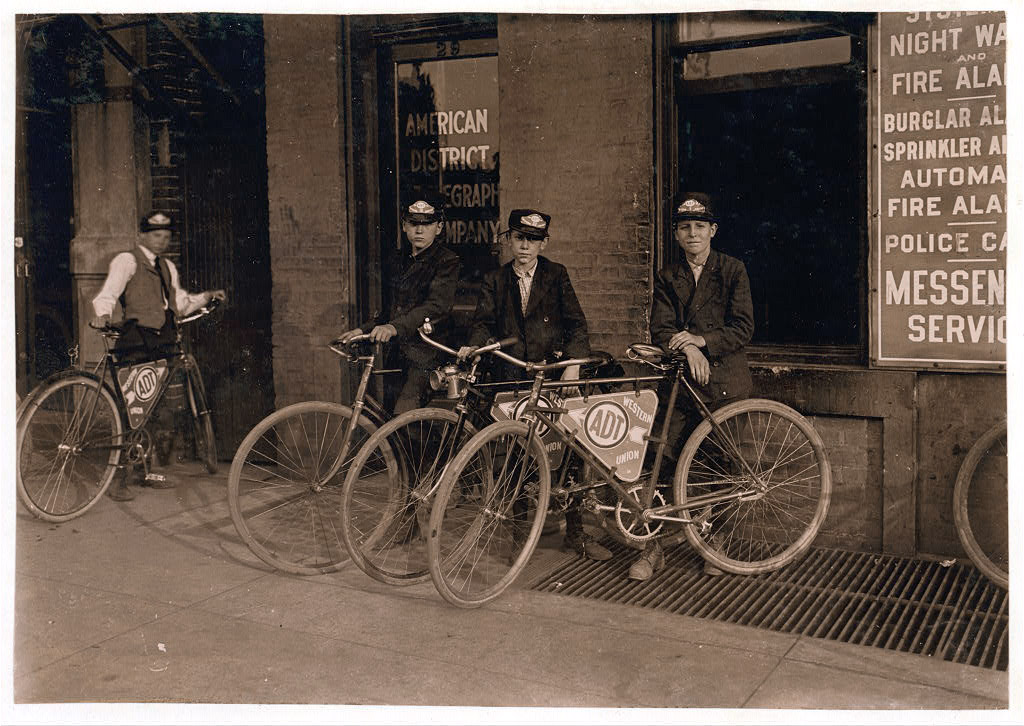
Мальчики-посыльные. США, 1908

Мальчик — ребёнок или подросток мужского пола в возрасте до 13—15 лет включительно (до окончания полового созревания).
Отличие мальчиков и девочек, а также мужчин и женщин, соответственно, друг от друга рассматриваются не только с точки зрения биологии, но и как гендерные различия. Гендерная идентификация (то есть отождествление себя со своим полом), как следует из данных клинической эндокринологии и опытов проведения хирургических операций по конверсии (изменению) пола у младенцев, происходит, прежде всего, в силу врождённых детерминант (то есть половой дифференциации мозга ещё в период внутриутробного развития).
Подросток — мальчик в период полового созревания, примерно от 12 до 16 лет.
Юноша — молодой человек мужского пола (парень), старше 13—15 лет, но младше 18 лет (совершеннолетнего возраста, установленного в настоящий момент в подавляющем большинстве стран мира). В процессе развития мальчика под влиянием мужских половых гормонов формируются и совершенствуются первичные и вторичные половые признаки.
Мужчина — совершеннолетний человек мужского пола, достигший возраста 18 лет.
В русском языке в простонародной и жаргонной речи иногда вместо слова «мальчик» используется слово «пацан». В деревнях, особенно в южных регионах — зачастую «хлопец».

## См. также

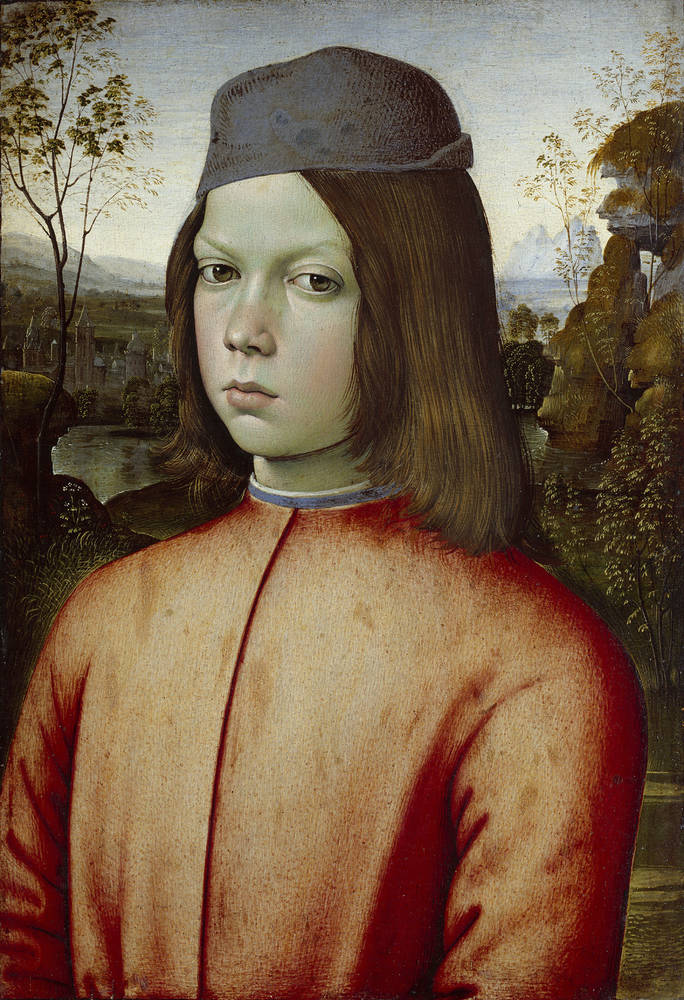
«Портрет мальчика» Пинтуриккио, Дрезденская картинная галерея, ок.1500